# Henryk Friedman
Henryk Friedman (* 1903; † vermutlich 1942) war ein polnischer Schachmeister jüdischer Herkunft. In den Jahren 1926 bis 1934 war er sieben Mal Stadtmeister von Lwów. Seine größten Erfolge erzielte er in den Jahren 1935, als er bei den polnischen Meisterschaften den geteilten zweiten Platz und mit der polnischen Mannschaft am vierten Brett spielend bei der Schacholympiade in Warschau Dritter wurde, und 1936, als er beim inoffiziellen Schacholympia in München mit der polnischen Mannschaft am fünften Brett spielend Zweiter wurde und dabei ungeschlagen blieb. In jenem Jahr gewann er auch das Trebitsch-Turnier in Wien.
In den 1930er Jahren bildete er zusammen mit Stepan Popel die Redaktion der Lwower Schachzeitschrift Szachista. Nach Ausbruch des Zweiten Weltkrieges spielte er im Jahr 1940 noch um die ukrainische Meisterschaft. Nach dem Überfall des nationalsozialistischen Deutschland auf die Sowjetunion soll er 1942 im Ghetto von Lemberg zu Tode gekommen sein.